# Juli Bas (orador)
Juli Bas (llatí: Julius Bassus) va ser un orador romà.
L'esmenta sovint Sèneca el Vell en les seves Controversiae. Podria ser el mateix personatge que el Juni Bas de qui parla Quintilià, que diu que quan era jove era anomenat Asini Alb.